# La finzione veritiera
La finzione veritiera (Lo Fingido Verdadero) è una commedia del drammaturgo spagnolo Lope de Vega, presumibilmente scritta tra  il 1604 e il 1618 e pubblicata nel 1620. La pièce è dedicata a Tirso de Molina amico e allievo del Vega.

## Trama

### Primo Atto
Roma Antica. Alla morte del superbo imperatore Aurelius Carus gli succede il figlio Carinus, violento e vizioso. Dopo aver stuprato la moglie del console Laeius, il nuovo imperatore viene assassinato dal marito oltraggiato, poco dopo aver ingaggiato il prodigioso attore e drammaturgo Genesius per scrivere una nuova opera teatrale in suo onore. Numerianus, fratello di Carinus, sta tornando a Roma da una fallimentare impresa in Mesopotamia con i soldati Maximian e Diocletian. Numerianus, che i romani aspettano per eleggerlo loro imperatore, si ammala durante il viaggio e il suocero Aper lo uccide per prenderne il posto a capo dello stato romano. Diocletian scopre l'inganno dell'uomo e lo pugnala; l'esercito loda l'azione del soldato e lo eleva al titolo di imperatore. 

### Secondo Atto
Diocletian decide di dividere il potere con l'amico Maximian e sposa Camilla, che era stata buona con lui durante la sua povertà. I nuovi imperatori convocano Genesius per mettere in scena una commedia per loro; dopo esseri fatti elencare il repertorio dell'attore, Diocletian e Maximian scelgono una storia scritta dallo stesso Genesius, una storia d'amore e gelosia. Nel dramma, Genesius porta in scena l'autentico dolore che lo tormenta: l'uomo è innamorato perdutamente di Marcella, la prima attrice della compagnia, che però è impegnata con Octavius, il protagonista romantico. Nel corso della rappresentazione gli attori si allontanano dal copione con le loro vere accuse e recriminazioni, ma le loro interpretazioni sono così buone da incantare tutti. Seguendo la trama della tragedia, Octavius e Marcella fuggono di segreto, costringendo ad interrompere la rappresentazione. Sconvolto dal dolore, Genesius scopre che i due colleghi si sono sposati. Nonostante gli incidenti nella messa in scena, Diocletian chiede a Genesius di portare in scena un'altra opera teatrale per lui l'indomani, una pièce in cui interpreta un devoto cristiano condotto al martirio.

### Terzo Atto
Ancora sconvolto dal dolore per il matrimonio di Marcella con il rivale, Genesius fa le prove per il dramma sulla persecuzione dei cristiani. Durante le prove sente la voce di Dio e mentre il dramma viene allestito, Genesius si converte al cristianesimo. Durante la rappresentazione, Geneius viene battezzato dagli angeli (che gli imperatori scambiano per attori) e rimproverato dai colleghi per le eccessive libertà che si prende con il testo. Ma Genesius interrompe lo spettacolo per annunciare la sua autentica conversione: ciò manda su tutte le furie gli imperatori, che fanno arrestare la compagnia. Gli attori vengono interrogati e rilasciati, tranne Genesius, che viene condannato a morte. Gli altri membri della compagnia vengono condannati all'esilio e mentre lasciano Roma si fermano al campo marzio per assistere all'esecuzione di Genesius: l'attore viene impalato e mentre muore recita l'ultimo monologo del martire della sua tragedia.